# 王子清 (南宋)
王子清（？—？）是南宋中期的海盗首领。
南宋嘉定（1208年—1224年）年间，两浙东路温州海盗首领王子清、赵希却等率领武装船队在浙东海上横行多年，后来船队南驶福建。
嘉定十一年四月十九（1218年5月15日），王子清、赵希却船队驶抵泉州洋面，泊船于晋江县围头澳，官军要么逃跑，要么被海盗击败。五月初九（6月3日），王子清、赵希却船队在晋江县水澳遭官军和民兵攻击，船队驶往金门料罗湾中，又遭官军袭击，船队遂转往同安县烈屿，烈屿民兵阻挡海盗上岸，还帮助官军攻击海盗船队。五月十三（6月7日），王子清、赵希却船队在漳浦县沙淘洋与泉州知州真德秀派出的官军以及民兵交战，被击败，赵希却及王子清的亲信林添二等4人、部属林从立等110余人被官军俘虏，其中3人被凌迟处死，20余人被斩首；赵希却自称是直徽猷阁赵子游的孙子，死在监狱中。王子清率领船队返回浙东，后来被台州巡尉俘虏。